# Soma-zero

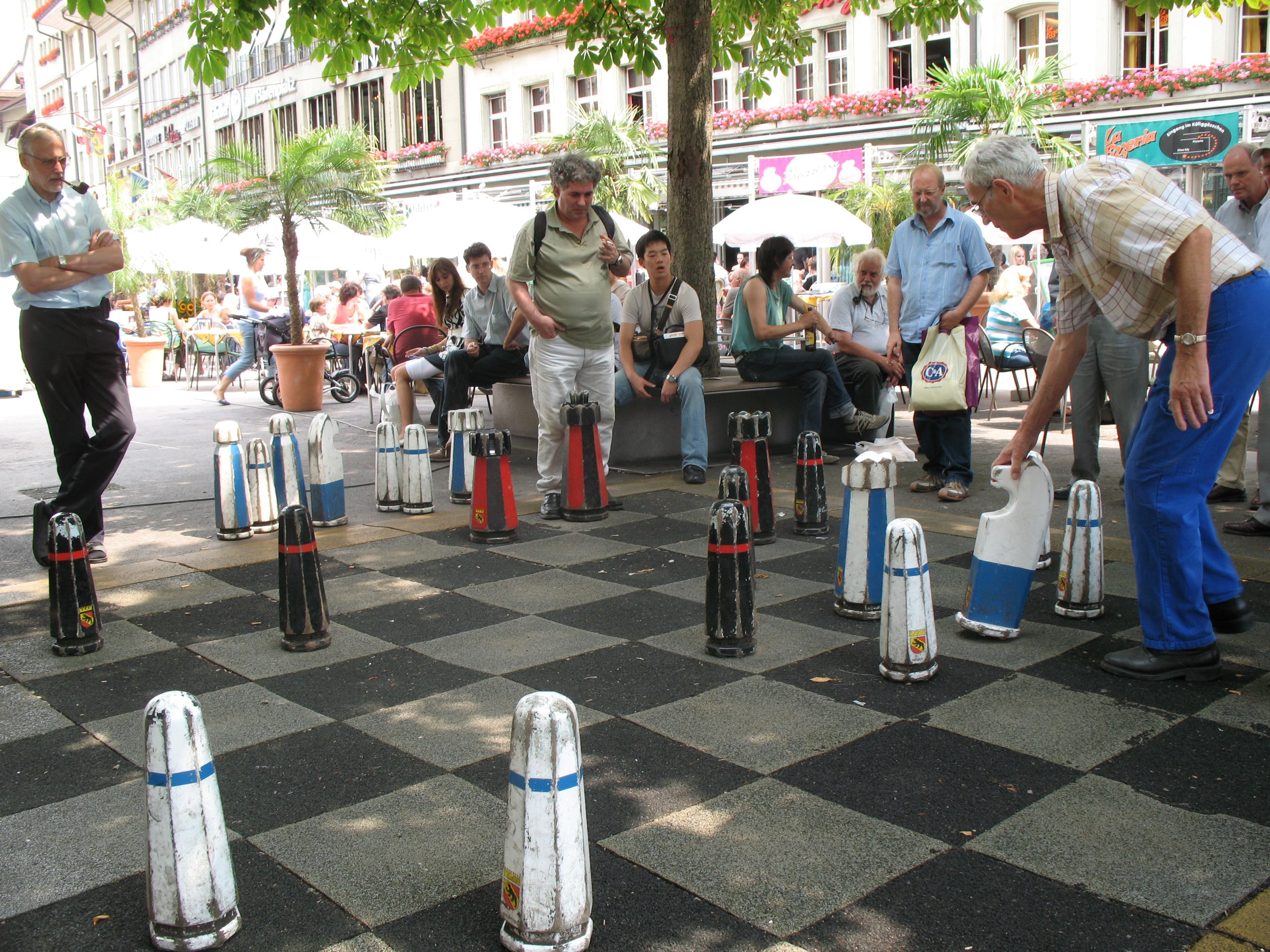
Soma-zero.

Em teoria dos jogos e em teoria econômica, um jogo de soma zero se refere a jogos em que o ganho de um jogador representa necessariamente a perda para o outro jogador.
É possível transformar qualquer jogo num jogo de soma zero pela adição de jogadores espúrios (frequentemente chamados de "o tabuleiro"), para o qual as perdas compensam o total alcançado pelos vencedores.

## Jogos de soma constante
Dentro do mesmo contexto, um jogo é considerado de soma constante quando a soma das utilidades recebidas por todos os jogadores é igual a uma constante. Como as características do jogo não se alteram somando ou subtraindo uma constante de todas as possíveis utilidades, um jogo de soma constante pode ser reduzido a um jogo de soma zero subtraindo-se esta constante das possíveis utilidades de cada jogador.

## Exemplos de jogos de soma zero
Entre os jogos de soma zero, temos:
- Xadrez
- Damas
- Jogo da velha
- Reversi
- Shogi